# Archer Peak
Der Archer Peak ist ein 110 m hoher Berg im ostantarktischen Viktorialand. Er ragt als südwestlicher Ausläufer von Possession Island im Rossmeer südöstlich der Adare-Halbinsel auf.
Teilnehmer der britischen Southern-Cross-Expedition (1898–1900) unter der Leitung des norwegischen Polarforschers Carsten Egeberg Borchgrevink benannten ihn nach dem norwegischen Schiffskonstrukteur Colin Archer (1832–1921), Erbauer des Walfängers Pollux aus dem Jahr 1886, den Borchgrevink in Southern Cross umbenannte und bei dieser Forschungsreise als Transportschiff einsetzte.